# Olympische Sommerspiele 1908/Teilnehmer (Schweden)
| Gelbes Symbol für Goldmedaillen mit stilisierten Olympischen Ringen | Graues Symbol für Silbermedaillen mit stilisierten Olympischen Ringen | Braundes Symbol für Bronzemedaillen mit stilisierten Olympischen Ringen |
| ------------------------------------------------------------------- | --------------------------------------------------------------------- | ----------------------------------------------------------------------- |
| 8                                                                   | 6                                                                     | 11                                                                      |

Schweden nahm an den Olympischen Sommerspielen 1908 in London, Großbritannien, mit 172 Sportlern teil. Dabei konnten die Athleten acht Gold-, sechs Silber- und elf Bronzemedaillen gewinnen.

## Medaillengewinner

### Olympiasieger
| Name | Sportart       | Wettkampf                                |
| --- | -------------- | ---------------------------------------- |
| Ulrich Salchow | Eiskunstlaufen | Männer                                   |
| Eric Lemming | Leichtathletik | Speerwurf (Mittelgriff)                  |
| Eric Lemming | Leichtathletik | Speerwurf (Mittelgriff)                  |
| Frithiof Mårtensson | Ringen         | Mittelgewicht (bis 73 kg)                |
| Oscar Swahn | Schießen       | Laufender Hirsch Einzelschuss            |
| Alfred Swahn Arvid Knöppel Oscar Swahn Ernst Rosell | Schießen       | Laufender Hirsch Einzelschuss Mannschaft |
| Gösta Åsbrink Carl Bertilsson Hjalmar Cedercrona Andreas Cervin Rudolf Degermark Carl Folcker Sven Forssman Erik Granfelt Carl Hårleman Hugo Jahnke Johan Jarlén Nils Robert Hellsten Gunnar Höjer Arvid Holmberg Carl Holmberg Oswald Holmberg Gustaf Johnsson Rolf Johnsson Sven Landberg Olle Lanner Axel Ljung Nils von Kantzow Osvald Moberg Carl Norberg Erik Norberg Tor Norberg Axel Norling Daniel Norling Gustaf Olson Leonard Peterson Sven Rosén Gustaf Rosenquist Axel Sjöblom Birger Sörvik Haakon Sörvik Karl-Johan Svensson Karl-Gustaf Vingqvist Nils Widforss | Turnen         | Mannschaftsmehrkampf                     |
| Hjalmar Johansson | Wasserspringen | Turmspringen                             |

### Zweiter
| Name | Sportart       | Wettkampf                                   |
| --- | -------------- | ------------------------------------------- |
| Richard Johansson                                                                                         | Eiskunstlaufen | Männer                                      |
| Mauritz Andersson                                                                                         | Ringen         | Mittelgewicht (bis 73 kg)                   |
| Gustaf Adolf Jonsson Per-Olof Arvidsson Axel Jansson Gustav-Adolf Sjöberg Claës Rundberg Janne Gustafsson | Schießen       | Freies Gewehr Dreistellungskampf Mannschaft |
| Vilhelm Carlberg Frans-Albert Schartau Johan Hübner von Holst Eric Carlberg                               | Schießen       | Kleinkalibergewehr Mannschaft               |
| Carl Hellström Eric Sandberg Edmund Thormählen Erik Wallerius Harald Wallin                               | Segeln         | 8-Meter-Klasse                              |
| Karl Malmström                                                                                            | Wasserspringen | Turmspringen                                |

### Dritter
| Name | Sportart       | Wettkampf                     |
| --- | -------------- | ----------------------------- |
| Per Thorén                                                                                                  | Eiskunstlaufen | Männer                        |
| Otto Nilsson                                                                                                | Leichtathletik | Speerwurf (Mittelgriff)       |
| Bruno Söderström                                                                                            | Leichtathletik | Stabhochsprung                |
| John Svanberg                                                                                               | Leichtathletik | 5 Meilen (8047 m)             |
| Oscar Swahn                                                                                                 | Schießen       | Laufender Hirsch Doppelschuss |
| Pontus Hanson                                                                                               | Schwimmen      | 200 m Brust                   |
| Harald Julin                                                                                                | Schwimmen      | 100 m Freistil                |
| Märtha Adlerstråhle                                                                                         | Tennis         | Einzel Frauen Halle           |
| Wollmar Boström Gunnar Setterwall                                                                           | Tennis         | Doppel Männer Halle           |
| Robert Andersson Erik Bergvall Pontus Hanson Harald Julin Torsten Kumfeldt Axel Runström Gunnar Wennerström | Wasserball     | Männer                        |
| Arvid Spångberg                                                                                             | Wasserspringen | Turmspringen                  |

## Teilnehmer nach Sportarten

### Eiskunstlauf
| Disziplin | Platz         | Athlet            | Punkte |
| --------- | ------------- | ----------------- | ------ |
| Männer    |               |                   |        |
| Männer    | Olympiasieger | Ulrich Salchow    | 377,3  |
| Männer    | Zweiter       | Richard Johansson | 365,2  |
| Männer    | Dritter       | Per Thorén        | 357,4  |
| Frauen    | Vierter       | Elna Montgomery   | 170,3  |

### Fechten
| Disziplin    | Platz        | Athlet             | Erste Runde                | Zweite Runde             | Halbfinale                 | Finale         |
| ------------ | ------------ | ------------------ | -------------------------- | ------------------------ | -------------------------- | -------------- |
| Männer       |              |                    |                            |                          |                            |                |
| Degen Einzel | Halbfinalist | Gustaf Lindblom    | 5-3 (Zweiter in Gruppe I)  | 3-1 (Erster in Gruppe 5) | 4-5 (Sechster in Gruppe 2) | nicht erreicht |
| Degen Einzel | Erste Runde  | Eric Carlberg      | 3-3 (Vierter in Gruppe A)  | nicht erreicht           | nicht erreicht             | nicht erreicht |
| Degen Einzel | Erste Runde  | Henry Peyron       | 3-3 (Vierter in Gruppe F)  | nicht erreicht           | nicht erreicht             | nicht erreicht |
| Degen Einzel | Erste Runde  | Birger Cnattingius | 1-4 (Vierter in Gruppe L)  | nicht erreicht           | nicht erreicht             | nicht erreicht |
| Degen Einzel | Erste Runde  | Pontus von Rosen   | 3-4 (Fünfter in Gruppe A)  | nicht erreicht           | nicht erreicht             | nicht erreicht |
| Degen Einzel | Erste Runde  | Georg Branting     | 0-4 (Fünfter in Gruppe K)  | nicht erreicht           | nicht erreicht             | nicht erreicht |
| Degen Einzel | Erste Runde  | Gösta Olson        | 1-5 (Sechster in Gruppe L) | nicht erreicht           | nicht erreicht             | nicht erreicht |

| Disziplin        | Platz    | Athleten                                                    | Qualifikation | Erste Runde                                          | Halbfinale     | Finale         | Hoffnungsrunde     | Fechten um Platz 2 |
| ---------------- | -------- | ----------------------------------------------------------- | ------------- | ---------------------------------------------------- | -------------- | -------------- | ------------------ | ------------------ |
| Männer           |          |                                                             |               |                                                      |                |                |                    |                    |
| Degen Mannschaft | Sechster | Eric Carlberg Gustaf Lindblom Henry Peyron Pontus von Rosen | Freilos       | Verloren gegen Belgien 11-6 → Ausgeschieden Sechster | nicht erreicht | nicht erreicht | nicht qualifiziert | nicht qualifiziert |

### Fußball
| Disziplin | Platz   | Athleten | Erste Runde                       | Halbfinale     | Finale         | Spiel um Platz 3               |
| --------- | ------- | --- | --------------------------------- | -------------- | -------------- | ------------------------------ |
| Männer    |         | |                                   |                |                |                                |
| Männer    | Vierter | Sune Almkvist, Nils Andersson, Karl Ansén, Oskar Bengtsson, Gustaf Bergström, Arvid Fagrell, Åke Fjästad, Karl Gustafsson, Valter Lidén, Hans Lindman (Kapitän), Teodor Malm, Sven Ohlsson, Olle Ohlsson, Sven Olsson, Trainer: Anton Johanson | Verloren gegen Großbritannien 0:4 | nicht erreicht | nicht erreicht | Verloren gegen Niederlande 0:2 |

### Leichtathletik
| Disziplin                         | Platz         | Athlet(en)                                           | Vorlauf                         | Halbfinale                          | Finale            |
| --------------------------------- | ------------- | ---------------------------------------------------- | ------------------------------- | ----------------------------------- | ----------------- |
| Männer                            |               |                                                      |                                 |                                     |                   |
| 100 m                             | Vorläufe      | Knut Lindberg                                        | 11,2 s Zweiter, Achter Vorlauf  | nicht erreicht                      | nicht erreicht    |
| 100 m                             | Vorläufe      | Knut Stenborg                                        | 11,5 s Zweiter, Siebter Vorlauf | nicht erreicht                      | nicht erreicht    |
| 100 m                             | Vorläufe      | Karl Fryksdal                                        | k. A. Dritter, Zwölfter Vorlauf | nicht erreicht                      | nicht erreicht    |
| 200 m                             | Halbfinalist  | Sven Låftman                                         | 23,8 s Erster, Sechster Vorlauf | DNS —, Zweites Halbfinale           | nicht erreicht    |
| 200 m                             | Vorläufe      | Knut Stenborg                                        | k. A. Vierter, Zweiter Vorlauf  | nicht erreicht                      | nicht erreicht    |
| 200 m                             | Vorläufe      | Knut Lindberg                                        | k. A. Vierter, Elfter Vorlauf   | nicht erreicht                      | nicht erreicht    |
| 400 m                             | Vorläufe      | Sven Låftman                                         | k. A. Dritter, Vierter Vorlauf  | nicht erreicht                      | nicht erreicht    |
| 400 m                             | Vorläufe      | Arvid Ringstrand                                     | k. A. Dritter, 14. Vorlauf      | nicht erreicht                      | nicht erreicht    |
| 800 m                             | Halbfinalist  | Kristian Hellström                                   | nicht ausgetragen               | k. A. Zweiter, Achtes Halbfinale    | nicht erreicht    |
| 800 m                             | Halbfinalist  | Evert Björn                                          | nicht ausgetragen               | k. A. Dritter, Erstes Halbfinale    | nicht erreicht    |
| 800 m                             | —             | Edward Dahl                                          | nicht ausgetragen               | DNF —, Fünftes Halbfinale           | nicht erreicht    |
| 800 m                             | —             | Frank Danielson                                      | nicht ausgetragen               | DNF —, Sechstes Halbfinale          | nicht erreicht    |
| 1500 m                            | Halbfinalist  | Edward Dahl                                          | nicht ausgetragen               | k. A. Zweiter, Achtes Halbfinale    | nicht erreicht    |
| 1500 m                            | Halbfinalist  | Axel Andersson                                       | nicht ausgetragen               | k. A. Sechster, Achtes Halbfinale   | nicht erreicht    |
| 1500 m                            | Halbfinalist  | Evert Björn                                          | nicht ausgetragen               | DNF —, Drittes Halbfinale           | nicht erreicht    |
| 110 m Hürden                      | —             | Oscar Lemming                                        | DNF —, Sechster Vorlauf         | nicht erreicht                      | nicht erreicht    |
| Olympische Staffel                | Halbfinalist  | Sven Laftman Knut Lindberg Knut Stenborg Evert Björn | nicht ausgetragen               | k. A. Zweiter, Erstes Halbfinale    | nicht erreicht    |
| 3-Meilen-Mannschaftslauf (4828 m) | Halbfinalist  | John Svanberg                                        | nicht ausgetragen               | 14:57,0 Sechs Punkte                | nicht erreicht    |
| 3-Meilen-Mannschaftslauf (4828 m) | Halbfinalist  | Georg Peterson                                       | nicht ausgetragen               | 15:14,4 Sieben Punkte               | nicht erreicht    |
| 3-Meilen-Mannschaftslauf (4828 m) | Halbfinalist  | Edward Dahl                                          | nicht ausgetragen               | 15:21,0 Acht Punkte                 | nicht erreicht    |
| 3-Meilen-Mannschaftslauf (4828 m) | Kein Platz    | Axel Wiegandt                                        | nicht ausgetragen               | 15:33,0 keine Punkte                | nicht erreicht    |
| 3-Meilen-Mannschaftslauf (4828 m) | Kein Platz    | Seth Landqvist                                       | nicht ausgetragen               | 15:46,4 keine Punkte                | nicht erreicht    |
| 5 Meilen (8047 m)                 | Dritter       | John Svanberg                                        | nicht ausgetragen               | 25:46,2 Erster, Erstes Halbfinale   | 25:37,2           |
| 5 Meilen (8047 m)                 | Neunter       | Seth Landqvist                                       | nicht ausgetragen               | 27:00,2 Erster, Drittes Halbfinale  | k. A.             |
| 5 Meilen (8047 m)                 | Vorläufe      | Georg Peterson                                       | nicht ausgetragen               | k. A. Dritter, Viertes Halbfinale   | nicht erreicht    |
| 5 Meilen (8047 m)                 | —             | Edward Dahl                                          | nicht ausgetragen               | DNF —, Zweites Halbfinale           | nicht erreicht    |
| Marathon                          | Achter        | John Svanberg                                        | nicht ausgetragen               | nicht ausgetragen                   | 3:07:50,8         |
| Marathon                          | 21.           | Gustaf Törnros                                       | nicht ausgetragen               | nicht ausgetragen                   | 3:30:20,8         |
| Marathon                          | —             | Seth Landqvist                                       | nicht ausgetragen               | nicht ausgetragen                   | DNF               |
| Marathon                          | —             | Johan Lindqvist                                      | nicht ausgetragen               | nicht ausgetragen                   | DNF               |
| Marathon                          | —             | J. T. Bergvall                                       | nicht ausgetragen               | nicht ausgetragen                   | DNS               |
| Marathon                          | —             | J. G. A. Lundberg                                    | nicht ausgetragen               | nicht ausgetragen                   | DNS               |
| Marathon                          | —             | Georg Peterson                                       | nicht ausgetragen               | nicht ausgetragen                   | DNS               |
| 3500 m Gehen                      | Siebter       | Einar Rothman                                        | nicht ausgetragen               | 17:40,2 Dritter, Zweites Halbfinale | 17:50,0           |
| 10 Meilen Gehen (16.093 m)        | —             | Einar Rothman                                        | nicht ausgetragen               | DNF —, Zweites Halbfinale           | nicht ausgetragen |
| Disziplin                         | Platz         | Athlet(en)                                           |                                 |                                     | Höhe/Weite        |
| Männer                            |               |                                                      |                                 |                                     |                   |
| Hochsprung                        | Achter        | Axel Hedenlund                                       | nicht ausgetragen               | nicht ausgetragen                   | 1,80 m            |
| Hochsprung                        | 16.           | Folke Hellstedt                                      | nicht ausgetragen               | nicht ausgetragen                   | 1,67 m            |
| Weitsprung                        | Zehnter       | Gunnar Rönström                                      | nicht ausgetragen               | nicht ausgetragen                   | 6,66 m            |
| Weitsprung                        | 20.           | Carl Silfverstrand                                   | nicht ausgetragen               | nicht ausgetragen                   | 6,34 m            |
| Weitsprung                        | 21.–32.       | Arvid Ringstrand                                     | nicht ausgetragen               | nicht ausgetragen                   | k. A.             |
| Weitsprung                        | 21.–32.       | Hugo Wieslander                                      | nicht ausgetragen               | nicht ausgetragen                   | k. A.             |
| Dreisprung                        | Siebter       | Karl Fryksdal                                        | nicht ausgetragen               | nicht ausgetragen                   | 13,65 m           |
| Stabhochsprung                    | Dritter       | Bruno Söderström                                     | nicht ausgetragen               | nicht ausgetragen                   | 3,58 m            |
| Stabhochsprung                    | Zehnter       | Carl Silfverstrand                                   | nicht ausgetragen               | nicht ausgetragen                   | 3,20 m            |
| Standhochsprung                   | 14.           | Allan Bengtsson                                      | nicht ausgetragen               | nicht ausgetragen                   | 1,40 m            |
| Standhochsprung                   | 14.           | Karl Fryksdahl                                       | nicht ausgetragen               | nicht ausgetragen                   | 1,40 m            |
| Standweitsprung                   | Fünfter       | Ragnar Ekberg                                        | nicht ausgetragen               | nicht ausgetragen                   | 3,19 m            |
| Disziplin                         | Platz         | Athlet(en)                                           |                                 |                                     | Weite             |
| Männer                            |               |                                                      |                                 |                                     |                   |
| Kugelstoßen                       | Neunter-25.   | Hugo Wieslander                                      | nicht ausgetragen               | nicht ausgetragen                   | k. A.             |
| Diskuswurf (freier Stil)          | Zwölfter-42.  | Folke Fleetwood                                      | nicht ausgetragen               | nicht ausgetragen                   | k. A.             |
| Diskuswurf (freier Stil)          | Zwölfter-42.  | Eric Lemming                                         | nicht ausgetragen               | nicht ausgetragen                   | k. A.             |
| Diskuswurf (freier Stil)          | Zwölfter-42.  | Theodor Neijström                                    | nicht ausgetragen               | nicht ausgetragen                   | k. A.             |
| Diskuswurf (freier Stil)          | Zwölfter-42.  | Otto Nilsson                                         | nicht ausgetragen               | nicht ausgetragen                   | k. A.             |
| Diskuswurf (freier Stil)          | Zwölfter-42.  | Hugo Wieslander                                      | nicht ausgetragen               | nicht ausgetragen                   | k. A.             |
| Hammerwurf                        | Achter        | Eric Lemming                                         | nicht ausgetragen               | nicht ausgetragen                   | 43,06 m           |
| Hammerwurf                        | Zehnter-19.   | Robert Olsson                                        | nicht ausgetragen               | nicht ausgetragen                   | k. A.             |
| Speerwurf (Mittelgriff)           | Olympiasieger | Eric Lemming                                         | nicht ausgetragen               | nicht ausgetragen                   | 51,92 m           |
| Speerwurf (Mittelgriff)           | Dritter       | Otto Nilsson                                         | nicht ausgetragen               | nicht ausgetragen                   | 47,11 m           |
| Speerwurf (Mittelgriff)           | Achter-16.    | Hugo Wieslander                                      | nicht ausgetragen               | nicht ausgetragen                   | k. A.             |
| Diskuswurf (griechischer Stil)    | Elfter-23.    | Folke Fleetwood                                      | nicht ausgetragen               | nicht ausgetragen                   | k. A.             |
| Diskuswurf (griechischer Stil)    | Elfter-23.    | Eric Lemming                                         | nicht ausgetragen               | nicht ausgetragen                   | k. A.             |
| Speerwurf (freier Stil)           | Olympiasieger | Eric Lemming                                         | nicht ausgetragen               | nicht ausgetragen                   | 54,44 m           |
| Speerwurf (freier Stil)           | Fünfter       | Hugo Wieslander                                      | nicht ausgetragen               | nicht ausgetragen                   | 47,56 m           |
| Speerwurf (freier Stil)           | Zehnter-33.   | Knut Lindberg                                        | nicht ausgetragen               | nicht ausgetragen                   | k. A.             |
| Speerwurf (freier Stil)           | Zehnter-33.   | Otto Nilsson                                         | nicht ausgetragen               | nicht ausgetragen                   | k. A.             |

### Radsport
| Disziplin             | Platz           | Athlet(en)        | Vorläufe                        | Halbfinale                           | Finale         |
| --------------------- | --------------- | ----------------- | ------------------------------- | ------------------------------------ | -------------- |
| Männer                |                 |                   |                                 |                                      |                |
| 660 Yards (603,491 m) | Vorläufe        | Andrew Hansen     | k. A. Dritter, Sechster Vorlauf | nicht erreicht                       | nicht erreicht |
| 20 km                 | Fünfter-Neunter | Andrew Hansen     | nicht ausgetragen               | 34:53,6 Erster, Fünftes Halbfinale   | k. A.          |
| 20 km                 | Halbfinalist    | Gustaf Westerberg | nicht ausgetragen               | 33:41,4 Dritter, Sechstes Halbfinale | nicht erreicht |
| 100 km                | Neunter-17      | Andrew Hansen     | nicht ausgetragen               | 2:50:21,4 Erster, Erstes Halbfinale  | DNF            |
| 100 km                | Neunter-17      | Gustaf Westerberg | nicht ausgetragen               | k. A. Dritter, Zweites Halbfinale    | DNF            |

### Ringen
| Disziplin                                                 | Platz         | Athlet              | Erste Runde           | Achtelfinale           | Viertelfinale          | Halbfinale             | Finale Kampf um Platz 3 |
| --------------------------------------------------------- | ------------- | ------------------- | --------------------- | ---------------------- | ---------------------- | ---------------------- | ----------------------- |
| Männer                                                    |               |                     |                       |                        |                        |                        |                         |
| Leichtgewicht (bis 66,6 kg) (Griechisch-römischer Stil)   | Vierer        | Gunnar Persson      | Freilos               | Besiegte Blount        | Besiegte Maróthy       | Verlor gegen Porro     | Verlor gegen Lindén     |
| Leichtgewicht (bis 66,6 kg) (Griechisch-römischer Stil)   | Fünfter       | Gustaf Malmström    | Besiegte McKenzie     | Besiegte Bruseker      | Verlor gegen Porro     | nicht erreicht         | nicht erreicht          |
| Leichtgewicht (bis 66,6 kg) (Griechisch-römischer Stil)   | Neunter       | Carl Erik Lund      | Freilos               | Verlor gegen Orlov     | nicht erreicht         | nicht erreicht         | nicht erreicht          |
| Mittelgewicht (bis 73 kg) (Griechisch-römischer Stil)     | Olympiasieger | Frithiof Mårtensson | Besiegte Bechynê      | Besiegte Bradshaw      | Besiegte Larsson       | Besiegte Andersen      | Besiegte Andersson      |
| Mittelgewicht (bis 73 kg) (Griechisch-römischer Stil)     | Zweiter       | Mauritz Andersson   | Besiegte S. Bacon     | Besiegte Beck          | Besiegte Eriksen       | Besiegte Jósefsson     | Verlor gegen Mårtensson |
| Mittelgewicht (bis 73 kg) (Griechisch-römischer Stil)     | Fünfter       | Axel Frank          | Freilos               | Besiegte Demin         | Verlor gegen Jósefsson | nicht erreicht         | nicht erreicht          |
| Mittelgewicht (bis 73 kg) (Griechisch-römischer Stil)     | 17.           | Harry Challstorp    | Verlor gegen Beck     | nicht erreicht         | nicht erreicht         | nicht erreicht         | nicht erreicht          |
| Halbschwergewicht (bis 93 kg) (Griechisch-römischer Stil) | Fünfter       | Fritz Larsson       | Besiegte Christiansen | Besiegte Wijbrands     | Verlor gegen Weckman   | nicht erreicht         | nicht erreicht          |
| Mittelgewicht (bis 73 kg) (Freistil)                      | Vierter       | Carl Andersson      | nicht ausgetragen     | Freilos                | Besiegte Craige        | Verlor gegen Relwyskow | Verlor gegen Beck       |
| Mittelgewicht (bis 73 kg) (Freistil)                      | Neunter       | Harry Challstorp    | nicht ausgetragen     | Verlor gegen Relwyskow | nicht erreicht         | nicht erreicht         | nicht erreicht          |

### Schießen
| Disziplin                                   | Platz         | Athet | Punkte |
| ------------------------------------------- | ------------- | --- | ------ |
| Männer                                      |               | |        |
| Armeegewehr                                 | 34.           | Ossian Jörgensen                                                                                          | 77     |
| Armeegewehr                                 | 43.           | Erik Ohlsson                                                                                              | 54     |
| Armeegewehr                                 | 44.           | Fredrik Mossberg                                                                                          | 48     |
| Armeegewehr                                 | 46.           | Ernst Rosell                                                                                              | 27     |
| Freies Gewehr Dreistellungskampf            | Vierter       | Gustav-Adolf Sjöberg                                                                                      | 874    |
| Freies Gewehr Dreistellungskampf            | Fünfter       | Janne Gustafsson                                                                                          | 872    |
| Freies Gewehr Dreistellungskampf            | Siebter       | Axel Jansson                                                                                              | 843    |
| Freies Gewehr Dreistellungskampf            | Zwölfter      | Per-Olof Arvidsson                                                                                        | 823    |
| Freies Gewehr Dreistellungskampf            | 15.           | Gustaf Adolf Jonsson                                                                                      | 812    |
| Freies Gewehr Dreistellungskampf            | 23.           | Fredrik Mossberg                                                                                          | 761    |
| Freies Gewehr Dreistellungskampf            | 28.           | Erik Ohlsson                                                                                              | 751    |
| Freies Gewehr Dreistellungskampf            | 50.           | Ossian Jörgensen                                                                                          | 420    |
| Freies Gewehr Dreistellungskampf Mannschaft | Zweiter       | Gustaf Adolf Jonsson Per-Olof Arvidsson Axel Jansson Gustav-Adolf Sjöberg Claës Rundberg Janne Gustafsson | 4711   |
| Armeegewehr Mannschaft                      | Fünfter       | Claës Rundberg Ossian Jörgensen Janne Gustafsson Per-Olof Arvidsson Axel Jansson Gustaf Adolf Jonsson     | 2213   |
| Kleinkalibergewehr liegend                  | Zehnter       | Vilhelm Carlberg                                                                                          | 370    |
| Kleinkalibergewehr liegend                  | 18.           | Johan Hübner von Holst                                                                                    | 349    |
| Kleinkalibergewehr bewegliches Ziel         | Achter        | Otto von Rosen                                                                                            | 18     |
| Kleinkalibergewehr bewegliches Ziel         | 15.           | Eric Carlberg                                                                                             | 9      |
| Kleinkalibergewehr bewegliches Ziel         | 15.           | Vilhelm Carlberg                                                                                          | 9      |
| Kleinkalibergewehr bewegliches Ziel         | 15.           | Johan Hübner von Holst                                                                                    | 9      |
| Kleinkalibergewehr bewegliches Ziel         | —             | Frans-Albert Schartau                                                                                     | DNF    |
| Kleinkalibergewehr verschwindendes Ziel     | Siebter       | Vilhelm Carlberg                                                                                          | 45     |
| Kleinkalibergewehr verschwindendes Ziel     | Neunter       | Eric Carlberg                                                                                             | 42     |
| Kleinkalibergewehr verschwindendes Ziel     | Neunter       | Otto von Rosen                                                                                            | 42     |
| Kleinkalibergewehr verschwindendes Ziel     | Neunter       | Frans-Albert Schartau                                                                                     | 42     |
| Kleinkalibergewehr verschwindendes Ziel     | 15.           | Johan Hübner von Holst                                                                                    | 39     |
| Kleinkalibergewehr Mannschaft               | Zweiter       | Vilhelm Carlberg Frans-Albert Schartau Johan Hübner von Holst Eric Carlberg                               | 737    |
| Laufender Hirsch Einzelschuss               | Olympiasieger | Oscar Swahn                                                                                               | 25     |
| Laufender Hirsch Einzelschuss               | Elfter        | Ernst Rosell                                                                                              | 17     |
| Laufender Hirsch Doppelschuss               | Dritter       | Oscar Swahn                                                                                               | 38     |
| Laufender Hirsch Doppelschuss               | Achter        | Ernst Rosell                                                                                              | 27     |
| Laufender Hirsch Einzelschuss Mannschaft    | Olympiasieger | Alfred Swahn Arvid Knöppel Oscar Swahn Ernst Rosell                                                       | 86     |
| Revolver und Pistole                        | 18.           | Frans-Albert Schartau                                                                                     | 436    |
| Revolver und Pistole                        | 20.           | Vilhelm Carlberg                                                                                          | 432    |
| Revolver und Pistole                        | 27.           | Johan Hübner von Holst                                                                                    | 408    |
| Revolver und Pistole                        | 33.           | Eric Carlberg                                                                                             | 396    |
| Revolver und Pistole                        | 35.           | Otto von Rosen                                                                                            | 386    |
| Schnellfeuerpistole Mannschaft              | Fünfter       | Vilhelm Carlberg Eric Carlberg Johan Hübner von Holst Frans-Albert Schartau                               | 1732   |
| Wurfscheibenschießen                        | 25.           | Alfred Swahn                                                                                              | 22     |
| Wurfscheibenschießen                        | 27.           | Edward Benedicks                                                                                          | 19     |

### Schwimmen
| Disziplin          | Platz        | Athlet                                                         | Vorrunde                               | Halbfinale                         | Finale         |
| ------------------ | ------------ | -------------------------------------------------------------- | -------------------------------------- | ---------------------------------- | -------------- |
| Männer             |              |                                                                |                                        |                                    |                |
| 100 m Freistil     | Dritter      | Harald Julin                                                   | 1:12,0 Erster, Vierter Vorlauf         | 1:10,2 Zweiter, Erstes Halbfinale  | 1:08,0         |
| 100 m Freistil     | Vorläufe     | Robert Andersson                                               | k. A. Dritter-Fünfter, Dritter Vorlauf | nicht erreicht                     | nicht erreicht |
| 400 m Freistil     | Vorläufe     | Robert Andersson                                               | 6:28,0 Zweiter, Zweiter Vorlauf        | nicht erreicht                     | nicht erreicht |
| 400 m Freistil     | Vorläufe     | Vilhelm Andersson                                              | k. A. Vierter, Erster Vorlauf          | nicht erreicht                     | nicht erreicht |
| 1500 m Freistil    | Vorlauf      | Gunnar Wennerström                                             | 27:15,4 Zweiter, Erste Vorlauf         | nicht erreicht                     | nicht erreicht |
| 1500 m Freistil    | Vorlauf      | Gustaf Wretman                                                 | 28:40,8 Dritter, Sechster Vorlauf      | nicht erreicht                     | nicht erreicht |
| 1500 m Freistil    | Vorlauf      | Vilhelm Andersson                                              | 27:34,4 Vierter, Zweiter Vorlauf       | nicht erreicht                     | nicht erreicht |
| 100 m Rücken       | Vorläufe     | Gustaf Wretman                                                 | k. A. Dritter, Sechster Vorlauf        | nicht erreicht                     | nicht erreicht |
| 200 m Brust        | Dritter      | Pontus Hanson                                                  | 3:15,0 Zweiter, Vierter Vorlauf        | 3:13,0 Zweiter, Zweites Halbfinale | 3:14,6         |
| 200 m Brust        | Halbfinalist | Wilhelm Persson                                                | 3:17,6 Erster, Zweiter Vorlauf         | k. A. Dritter, Zweites Halbfinale  | nicht erreicht |
| 200 m Brust        | Vorläufe     | Hjalmar Johansson                                              | 3:21,2 Zweiter, Dritter Vorlauf        | nicht erreicht                     | nicht erreicht |
| 200 m Brust        | Vorläufe     | Per Fjästad                                                    | 3:31,4 Zweiter, Fünfter Vorlauf        | nicht erreicht                     | nicht erreicht |
| 200 m Brust        | Vorläufe     | Torsten Kumfeldt                                               | 3:24,6 Zweiter, Sechster Vorlauf       | nicht erreicht                     | nicht erreicht |
| 200 m Brust        | Vorläufe     | Max Gumpel                                                     | k. A. Dritter, Erster Vorlauf          | nicht erreicht                     | nicht erreicht |
| 200 m Brust        | Vorläufe     | Adolf Andersson                                                | k. A. Dritter, Siebter Vorlauf         | nicht erreicht                     | nicht erreicht |
| 4 × 200 m Freistil | Halbfinalist | Gustaf Wretman Gunnar Wennerström Harald Julin Adolf Andersson | nicht ausgetragen                      | k. A. Dritter, Zweites Halbfinale  | nicht erreicht |

### Segeln
| Disziplin      | Platz   | Athleten                                                                              |
| -------------- | ------- | ------------------------------------------------------------------------------------- |
| Männer         |         |                                                                                       |
| 6-Meter-Klasse | Fünfter | Freja Karl-Einar Sjögren, Birger Gustafsson, Jonas Jonsson                            |
| 8-Meter-Klasse | Zweiter | Vinga Carl Hellström, Edmund Thormählen, Erik Wallerius, Eric Sandberg, Harald Wallin |
| 8-Meter-Klasse | Fünfter | Saga John Carlsson, Edvin Hagberg, Hjalmar Lönnroth, Karl Ljungberg, August Olsson    |

### Tauziehen
| Disziplin | Platz   | Athleten | Viertelfinale | Halbfinale                                     | Finale         |
| --------- | ------- | --- | ------------- | ---------------------------------------------- | -------------- |
| Männer    | Vierter | Albrekt Almqvist, Frans Fast, Carl-Emil Johansson, Emil Johansson, Knut Johansson, Karl Krook, Karl-Gustaf Nilsson, Anders Wollgarth | Freilos       | Verloren gegen Großbritannien Liverpool Police | nicht erreicht |

### Tennis
| Disziplin      | Platz   | Athlet                            | Erste Runde       | Zweite Runde      | Achtelfinale      | Viertelfinale        | Halbfinale                    | Finale         |
| -------------- | ------- | --------------------------------- | ----------------- | ----------------- | ----------------- | -------------------- | ----------------------------- | -------------- |
| Männer         |         |                                   |                   |                   |                   |                      |                               |                |
| Einzel (Halle) | Fünfter | Wollmar Boström                   | nicht ausgetragen | nicht ausgetragen | Freilos           | Verlor gegen Eaves   | nicht erreicht                | nicht erreicht |
| Einzel (Halle) | Fünfter | Gunnar Setterwall                 | nicht ausgetragen | nicht ausgetragen | Besiegte Escombe  | Verlor gegen Caridia | nicht erreicht                | nicht erreicht |
| Doppel (Halle) | Dritter | Wollmar Boström Gunnar Setterwall | nicht ausgetragen | nicht ausgetragen | nicht ausgetragen | Freilos              | Verloren gegen Caridia/Simond | nicht erreicht |
| Frauen         |         |                                   |                   |                   |                   |                      |                               |                |
| Einzel (Halle) | Dritter | Märtha Adlerstråhle               | nicht ausgetragen | nicht ausgetragen | nicht ausgetragen | Freilos              | Verlor gegen Greene           | nicht erreicht |
| Einzel (Halle) | Vierter | Elsa Wallenberg                   | nicht ausgetragen | nicht ausgetragen | nicht ausgetragen | Besiegte Coles       | Verlor gegen Eastlake-Smith   | nicht erreicht |

### Turnen
| Disziplin            | Platz         | Athlet | Punkte |
| -------------------- | ------------- | --- | ------ |
| Männer               |               | |        |
| Mannschaftsmehrkampf | Olympiasieger | Gösta Åsbrink, Carl Bertilsson, Andreas Cervin, Hjalmar Cedercrona, Rudolf Degermark, Carl Folcker, Sven Forssman, Erik Granfelt, Carl Hårleman, Nils Robert Hellsten, Gunnar Höjer, Arvid Holmberg, Carl Holmberg, Oswald Holmberg, Hugo Jahnke, Johan Jarlén, Gustaf Johnsson, Rolf Johnsson, Nils von Kantzow, Sven Landberg, Olle Lanner, Axel Ljung, Osvald Moberg, Carl Norberg, Erik Norberg, Tor Norberg, Axel Norling, Daniel Norling, Gustaf Olson, Leonard Peterson, Sven Rosén, Gustaf Rosenquist, Axel Sjöblom, Birger Sörvik, Haakon Sörvik, Karl-Johan Svensson, Karl-Gustaf Vingqvist, Nils Widforss | 438    |

### Wasserball
| Disziplin | Platz   | Athleten | Viertelfinale | Halbfinale                 | Finale         |
| --------- | ------- | --- | ------------- | -------------------------- | -------------- |
| Männer    |         | |               |                            |                |
| Männer    | Dritter | Robert Andersson, Erik Bergvall, Pontus Hanson, Harald Julin, Torsten Kumfeldt, Axel Runström, Gunnar Wennerström | Freilos       | Verloren gegen Belgien 8-4 | nicht erreicht |

### Wasserspringen
| Disziplin     | Platz         | Athlet            | Vorrunde                            | Halbfinale                               | Finale         |
| ------------- | ------------- | ----------------- | ----------------------------------- | ---------------------------------------- | -------------- |
| Männer        |               |                   |                                     |                                          |                |
| Turmspringen  | Olympiasieger | Hjalmar Johansson | 78,40 Punkte Erster, Zweite Gruppe  | 80,75 Punkte Erster, Zweites Halbfinale  | 83,75 Punkte   |
| Turmspringen  | Zweiter       | Karl Malmström    | 73,95 Punkte Zweiter, Zweite Gruppe | 67,00 Punkte Zweiter, Erstes Halbfinale  | 78,73 Punkte   |
| Turmspringen  | Dritter       | Arvid Spångberg   | 79,20 Punkte Erster, Vierte Gruppe  | 72,30 Punkte Erster, Erstes Halbfinale   | 74,00 Punkte   |
| Turmspringen  | Vierter       | Robert Andersson  | 73,55 Punkte Erster, Fünfte Gruppe  | 66,75 Punkte Zweiter, Zweites Halbfinale | 68,30 Punkte   |
| Turmspringen  | Achter        | Hilmer Löfberg    | 68,90 Punkte Erster, Dritte Gruppe  | 59,18 Punkte Vierter, Erstes Halbfinale  | nicht erreicht |
| Turmspringen  | Neunter       | Harald Arbin      | 76,80 Punkte Zweiter, Vierte Gruppe | 52,81 Punkte Fünfter, Erstes Halbfinale  | nicht erreicht |
| Turmspringen  | Elfter        | Erik Adlerz       | 74,10 Punkte Dritter, Erste Gruppe  | nicht erreicht                           | nicht erreicht |
| Turmspringen  | 15.           | Gunnar Vingqvist  | 65,70 Punkte Vierter, Vierte Gruppe | nicht erreicht                           | nicht erreicht |
| Turmspringen  | 17.           | Sigfrid Larsson   | 64,80 Punkte Dritter, Dritte Gruppe | nicht erreicht                           | nicht erreicht |
| Turmspringen  | 20.           | Axel Runström     | 57,60 Punkte Vierter, Fünfte Gruppe | nicht erreicht                           | nicht erreicht |
| Kunstspringen | 14.           | Karl Malmström    | 70,30 Punkte Vierter, Dritte Gruppe | nicht erreicht                           | nicht erreicht |
| Kunstspringen | 20.           | Sigfrid Larsson   | 64,50 Punkte Fünfter, Vierte Gruppe | nicht erreicht                           | nicht erreicht |